# 佩佩斯貝克河

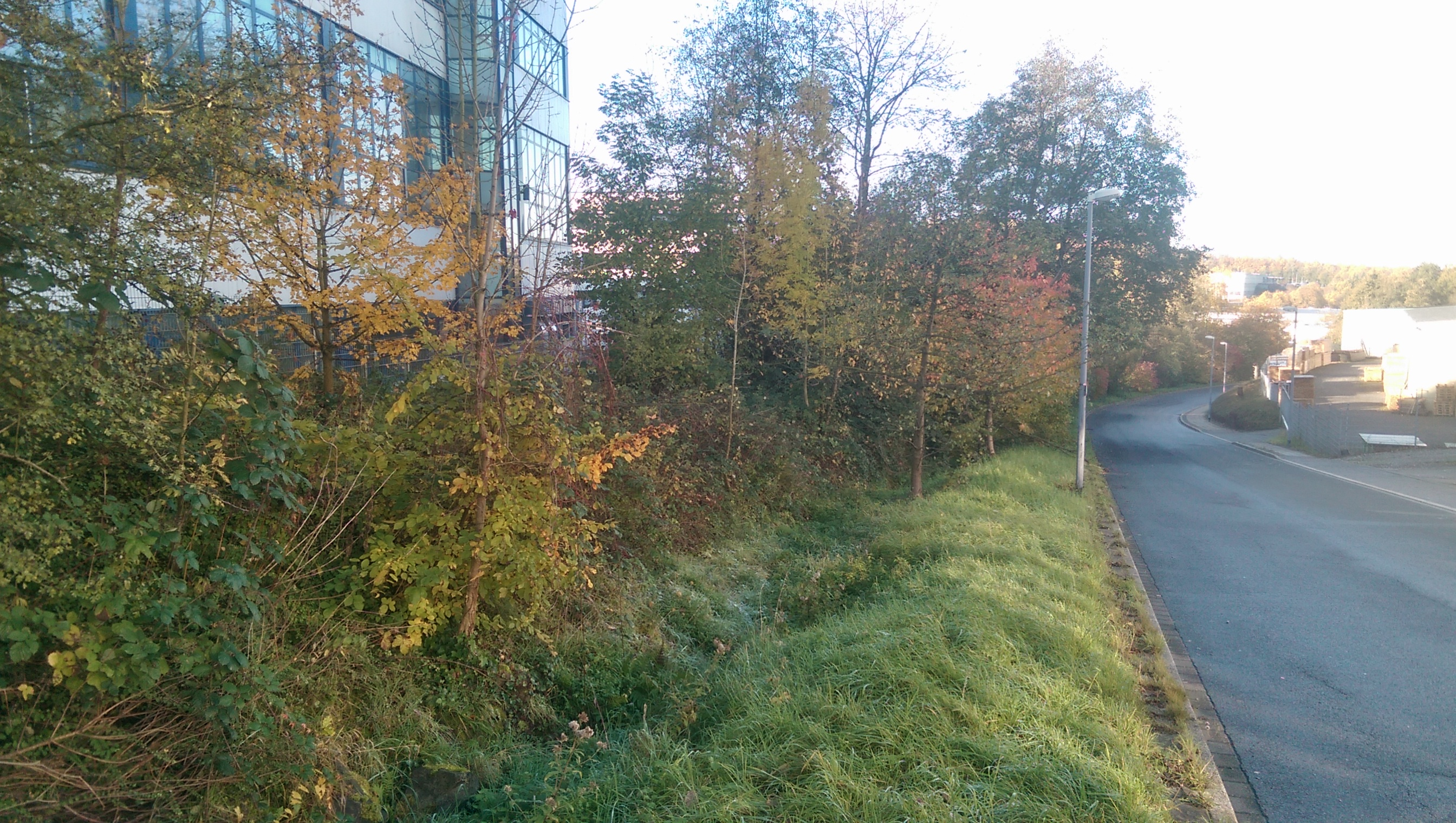
佩佩斯貝克河的源頭

佩佩斯貝克河（德語：Pepes Beeke），是德國的河流，位於該國西部，處於北萊茵-威斯特法倫州，屬於勒伯克河的左支流，河道全長0.8公里，流域面積0.9平方公里。